# Bernal (Querétaro)

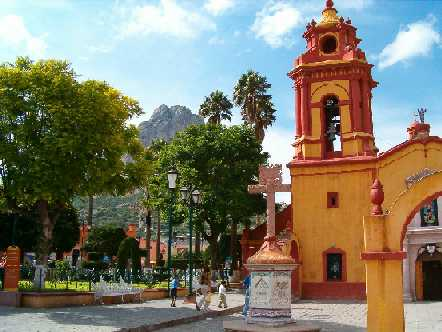
Bernal, met in de achtergrond de monoliet.

Bernal is een dorpje van een paar duizend inwoners in Mexico, in de staat Querétaro. Het is bekend door de aanwezigheid van een grote monoliet, de "Peña" van Bernal. De rots heeft een hoogte van 350 m en is de op twee na grootste ter wereld. Toeristen vinden in het plaatsje ook verscheidene ambachtswerken.
Bernal bevindt zich op een uur rijden van de stad Querétaro.